# ماريوس كول
ماريوس كول (بالفرنسية: Marius Kohl)‏ هو موظف مدني لوكسمبورغي، ولد في 1952.